# Христо Обрешков
Христо Обрешков е български цигулар и музикален педагог.

## Биография
Роден е на 14 март 1907 година в град София. На шестгодишна възраст започва да свири на цигулка с първи учител неговия баща, който е любител цигулар. Продължава обучението си в Музикалното училище в София, където му преподават Иван Рамаданов и Петко Наумов. Възпитаник е на Ханс Кох, който му преподава в Средния отдел на Музикалната академия в София.
На 18-годишна възраст заминава за Швейцария, където трябва да учи химия. Издържа се като цигулар в различни състави. Директорът на градската консерватория го забелязва и го съветва да се реализира като музикант. Обрешков завършва теоретичния и инструменталния отдел на консерваторията. Той е първият студент, който получава концертен диплом. По-късно придобива докторска степен с дисертация на тема „Българска народна песен“. В Швейцария Обрешков изнася самостоятелни концерти, участва в музикално трио и е концертмайстор на градския симфоничен оркестър.
Завръща се в България, където развива концертна и педагогическа дейност. Участва в 52 камерни концерта за Българското национално радио и в 30 концерта пред публика в различни населени места. От 1937 година участва в музикално трио с пианиста Димитър Ненов и виолончелиста Константин Попов. Този камерен състав изнася концерти в страната и в чужбина, където свири в градовете Берлин, Берн, Виена, Лозана, Мюнхен, Прага и Цюрих.
Обрешков преподава в продължение на шест години в Музикалната академия в София, която го кани за преподавател по цигулка през 1937 година. Негови ученици са Петър Арнаудов, Ветка Жечкова, Георги Мутафчиев, Иван Попов, Радосвет Бояджиев и други.
Обрешков загива с членове на своето семейство на 10 януари 1944 година по време на бомбардировките на София, част от Втората световна война. Негов първи братовчед по майчина линия е поетът и литературен критик Петър Йорданов.